# Eutima curva
Eutima curva är en nässeldjursart som beskrevs av Browne 1905. Eutima curva ingår i släktet Eutima och familjen Eirenidae. Inga underarter finns listade i Catalogue of Life.